# Annette Rexrodt von Fircks
Annette Rexrodt von Fircks (* 21. August 1961 in Essen; † 3. Juni 2024) war eine deutsche Autorin und Gründerin einer Stiftung zur Unterstützung krebskranker Mütter und ihrer Kinder.

## Leben und Wirken
Annette Rexrodt von Fircks verbrachte ihre Kindheit und Jugendzeit in Essen und lebte zuletzt in der Nähe von Düsseldorf. Sie studierte Romanische Philologie und Dolmetscherwesen; anschließend arbeitete sie als Redakteurin und Dolmetscherin.
Im Alter von 35 Jahren, inzwischen Mutter von drei kleinen Kindern, erhielt sie die Diagnose Brustkrebs, im fortgeschrittenen Stadium. Nach erfolgreicher Heilung verfasste sie mehrere Bücher, davon erschienen zwei Hörbücher. Im Jahr 2005 übernahm sie die Schirmherrschaft der bundesweiten Kampagne Brustkrebs vorbeugen. Im selben Jahr gründete sie die Rexrodt von Fircks Stiftung, die unter anderem verschiedene Einrichtungen und Projekte zugunsten krebskranker Mütter und deren Kinder fördert. Rexrodt von Fircks wurde 2006 für ihr soziales Engagement mit dem Bild der Frau Award geehrt. 2013 hieß es auf der Website ihrer Stiftung: „Ihr Wunsch ist es, krebskranken Menschen und deren Angehörigen die vielfältigen Möglichkeiten aufzuweisen, die man nutzen kann, um einander zu verstehen, helfen zu können und Heilung zu unterstützen.“ Dazu gehören auch Broschüren als erste „Wegweiser zur Genesung“. Darüber hinaus hielt sie im In- und Ausland Lesungen und Vorträge und engagierte sich aktiv im Gesundheitswesen.
Ihr letzter Eintrag auf Facebook vom 20. Mai 2024 lautete: „Nach 8 Wochen Klinikaufenthalt bin ich endlich wieder zu Hause. Alles ist bestens organisiert: die Pflege, der Palliativdienst, die Teams für Schmerzpumpe und Drainageverbände und nicht zuletzt das Pflegebett, das im Wohnzimmer steht mit einem herrlichen Ausblick in den Garten. Mir geht es leider häufig ziemlich schlecht, daher poste ich auch seltener.“

## Werke
- Dem Krebs davonleben. Wir haben die Chance. [Elektronische Ressource], Ullstein eBooks, Berlin 2011, ISBN 978-3-8437-0176-1
- Dem Krebs davonleben. Wir haben die Chance. Ullstein, Berlin 2009, ISBN 978-3-548-37267-9
- Ich brauche euch zum Leben. Krebs – wie Familie und Freunde helfen können. Rowohlt-Taschenbuch-Verlag, Reinbek bei Hamburg 2004, ISBN 3-499-61663-7
- ... und tanze durch die Tränen. Auf dem Weg zur Heilung. Ullstein-Taschenbuchverlag, München 2002, ISBN 3-548-36374-1
- ... und flüstere mir vom Leben. Autobiographie. R. G. Fischer, Frankfurt/Main 2001, ISBN 3-8301-0184-8
- ... und flüstere mir vom Leben. Wie ich den Krebs überwand. Ullstein-Taschenbuchverlag, München 2001, ISBN 3-548-36342-3

### Beteiligt an
- Entscheidung für das Leben. Live-Mitschnitt. [Tonträger]. 2 CDs, Breuer & Wardin, Bergisch Gladbach 2010, ISBN 978-3-939621-24-9
- "... und flüstere mir vom Leben". Wie ich den Krebs überwand. [Tonträger]. Gelesen von Alexandra Marisa Wilcke und Björn Gödde. Regie: Bodo Wardin. 4 CDs. Breuer und Wardin, Bergisch Gladbach 2005, ISBN 3-937864-75-X

## Belege
1. ↑  Startseite der Stiftung Stand: 7. Juni 2024
2. ↑  Selbstauskunft auf www.rexrodtvonfircks.de, abgerufen am 10. Februar 2014.
3. ↑  www.rvfs.de (Memento vom 21. Februar 2014 im Internet Archive), abgerufen am 10. Februar 2014
4. ↑  Über Annette Rexrodt von Fircks. (Memento vom 27. Juli 2013 im Internet Archive) auf der Seite der Rexrodt von Fircks Stiftung
5. ↑  Eintrag auf facebook.com vom 20. Mai 2024.

| Personendaten    | Personendaten                                    |
| ---------------- | ------------------------------------------------ |
| NAME             | Rexrodt von Fircks, Annette                      |
| KURZBESCHREIBUNG | deutsche Autorin, Dolmetscherin und Übersetzerin |
| GEBURTSDATUM     | 21. August 1961                                  |
| GEBURTSORT       | Essen                                            |
| STERBEDATUM      | 3. Juni 2024                                     |